# Crawford-kráter
A Crawford-kráter egy becsapódási kráter lepusztult maradványa (asztrobléma) Ausztráliában, Adelaide város közelében.

## Földrajza
A mostani délnyugati irányból, igen alacsony szögben érkezett égitest egy ovális krátert vájt a földbe. Mivel közvetlenül mellette található a Flaxman-kráter, valamint a környéken több, hasonló irányban húzódó hosszanti alakzat is található, feltételezések szerint mindet ugyanannak az égitestnek a levált és becsapódott darabjai vájták.
A szinte felismerhetetlenségig lekopott, illetve feltöltődött kráter átmérője 8 kilométer, a becsapódás pontos kora ismeretlen, valószínűleg az eocén alatt történt, 35 millió évnél régebben.

## Elhelyezkedése és megközelítése
A kráter Adelaide várostól északkeletre található, légvonalban mintegy 60 kilométerre. Középpontja Springton településtöl pár kilométerre nyugatra található. A kráter egy fás, művelés alatt álló tájon fekszik. Adelaide irányából a B 10-es országúton közelíthető meg. Megközelítése könnyű, de lepusztultsága miatt semmi különösebb látványt nem kínál, inkább csak kutatók számára lehet érdekes.